# 英皇會同樞密院
國王會同樞密院或國王會同行政局（King-in-Council）是英聯邦王國憲法術語，指國家的最高行政機構行使國家行政權，女性君主在位時稱女王會同樞密院或女王會同行政局（Queen-in-Council）。
英語術語中的「Council」在英國和加拿大聯邦政府指樞密院，在其他英聯邦王國和自治州、省（包括加拿大各省）及屬土指相應的行政局或行政会议。此術語的直接含義是君主以並按照他（她）的樞密院或行政局的建議及准許行使權力。

## 簡介
在英國君主直接或間接任命總督、省／州督等代表君主行使行政權的王國及屬土，則“國王會同樞密院”或“行政局”改爲“總督（省／州督）會同樞密院”或“總督（省／州督）會同行政局”（等）。在大多數地方，“某地政府”可以作爲當地“君主／總督會同樞密院／行政局”的代名詞使用（但“某地政府”在不同地方也有其他涵義）。
實際上，國王會同樞密院／行政局幾乎毫無例外的實行內閣的決議。内閣是樞密院或行政局下屬的非正式委員會，由資深部長（大臣）組成，通常國王或總督不參加内閣的會議。
國王會同樞密院／行政局發出的命令稱爲“樞密令”或“行政局令”，這類行政命令受司法檢察監督。一些二級立法經由樞密院/行政局令生效。
在取消君主制的前王國或前屬地，有時當地憲政架構會保留類似的概念，例如印度的“總統會同行政局”或香港的「行政長官會同行政會議」。在一些非英聯邦王國也有類似的概念。